# Левино (Раменский район)
Левино — деревня в Раменском муниципальном районе Московской области. Входит в состав сельского поселения Никоновское. Население — 202 чел. (2010).

## География
Деревня Левино расположена в южной части Раменского района, примерно в 30 км к югу от города Раменское. Высота над уровнем моря 144 м. В 4 км к югу от деревни протекает река Северка. К деревне приписано СНТ Сфера. Ближайший населённый пункт — деревня Макаровка.

## История
В 1926 году деревня являлась центром Левинского сельсовета Троице-Лобановской волости Бронницкого уезда Московской губернии.
С 1929 года — населённый пункт в составе Бронницкого района Коломенского округа Московской области. 3 июня 1959 года Бронницкий район был упразднён, деревня передана в Люберецкий район. С 1960 года в составе Раменского района.
До муниципальной реформы 2006 года деревня входила в состав Никоновского сельского округа Раменского района.

## Население
В 1926 году в деревне проживало 204 человека (83 мужчины, 121 женщина), насчитывалось 45 крестьянских хозяйств. По переписи 2002 года — 101 человек (43 мужчины, 58 женщин).